# Região Geográfica Intermediária de Juiz de Fora
A Região Geográfica Intermediária de Juiz de Fora é uma das treze regiões intermediárias do estado brasileiro de Minas Gerais e uma das 134 regiões intermediárias do Brasil, criadas pelo Instituto Brasileiro de Geografia e Estatística (IBGE) em 2017. É composta por 146 municípios, distribuídos em dez regiões geográficas imediatas.
Sua população total estimada pelo Instituto Brasileiro de Geografia e Estatística (IBGE) para 1º de julho de 2018 é de 2 334 530 de habitantes, distribuídos em uma área total de 38 915,136 km².
Juiz de Fora é o município mais populoso da região intermediária, com 564 310 habitantes, de acordo com estimativas de 2018 do Instituto Brasileiro de Geografia e Estatística (IBGE).

## Regiões geográficas imediatas
| Região geográfica imediata                              | Municípios | População Estimativa 2018 | Área (km²) |
| ------------------------------------------------------- | --- | ------------------------- | ---------- |
| Região Geográfica Imediata de Juiz de Fora              | Andrelândia Aracitaba Arantina Belmiro Braga Bias Fortes Bocaina de Minas Bom Jardim de Minas Chácara Chiador Coronel Pacheco Ewbank da Câmara Goianá Juiz de Fora Liberdade Lima Duarte Matias Barbosa Olaria Oliveira Fortes Paiva Passa Vinte Pedro Teixeira Piau Rio Novo Rio Preto Santa Bárbara do Monte Verde Santa Rita de Jacutinga Santana do Deserto Santos Dumont Simão Pereira | 740 410                   | 9 680,983  |
| Região Geográfica Imediata de Manhuaçu                  | Abre Campo Alto Caparaó Alto Jequitibá Caparaó Caputira Chalé Conceição de Ipanema Durandé Ipanema Lajinha Luisburgo Manhuaçu Manhumirim Martins Soares Matipó Mutum Pocrane Reduto Santa Margarida Santana do Manhuaçu São João do Manhuaçu São José do Mantimento Simonésia Taparuba | 349 553                   | 7 528,699  |
| Região Geográfica Imediata de Ubá                       | Brás Pires Divinésia Dores do Turvo Guarani Guidoval Guiricema Mercês Piraúba Rio Pomba Rodeiro São Geraldo Senador Firmino Silveirânia Tabuleiro Tocantins Ubá Visconde do Rio Branco | 282 903                   | 3 650,569  |
| Região Geográfica Imediata de Muriaé                    | Antônio Prado de Minas Barão de Monte Alto Eugenópolis Fervedouro Miradouro Miraí Muriaé Patrocínio do Muriaé Rosário da Limeira São Francisco do Glória São Sebastião da Vargem Alegre Vieiras | 184 701                   | 2 983,587  |
| Região Geográfica Imediata de Cataguases                | Argirita Astolfo Dutra Cataguases Dona Eusébia Itamarati de Minas Laranjal Leopoldina Palma Recreio Santana de Cataguases | 182 689                   | 2 835,051  |
| Região Geográfica Imediata de Ponte Nova                | Acaiaca Alvinópolis Amparo da Serra Barra Longa Diogo de Vasconcelos Dom Silvério Guaraciaba Jequeri Oratórios Piedade de Ponte Nova Ponte Nova Rio Casca Rio Doce Santa Cruz do Escalvado Santo Antônio do Grama São Pedro dos Ferros Sem-Peixe Sericita Urucânia | 182 673                   | 4 890,734  |
| Região Geográfica Imediata de Viçosa                    | Araponga Cajuri Canaã Coimbra Ervália Paula Cândido Pedra do Anta Porto Firme Presidente Bernardes São Miguel do Anta Teixeiras Viçosa | 169 484                   | 2 607,423  |
| Região Geográfica Imediata de Carangola                 | Caiana Carangola Divino Espera Feliz Faria Lemos Orizânia Pedra Bonita Pedra Dourada Tombos | 112 052                   | 1 931,35   |
| Região Geográfica Imediata de São João Nepomuceno-Bicas | Bicas Descoberto Guarará Mar de Espanha Maripá de Minas Pequeri Rochedo de Minas São João Nepomuceno Senador Cortes | 72 807                    | 1 566,859  |
| Região Geográfica Imediata de Além Paraíba              | Além Paraíba Estrela Dalva Pirapetinga Santo Antônio do Aventureiro Volta Grande | 57 258                    | 1 239,881  |
| Total                                                   | 146 | 2 334 530                 | 38 915,136 |